# Jatibaru (Asakota)
Jatibaru is een bestuurslaag in het regentschap Bima van de provincie West-Nusa Tenggara, Indonesië. Jatibaru telt 8170 inwoners (volkstelling 2010).